# Welterbe in Belize

Zum Welterbe in Belize gehört (Stand 2016) eine UNESCO-Welterbestätte des Weltnaturerbes. Belize hat die Welterbekonvention 1990 ratifiziert. Die bislang einzige Welterbestätte wurde 1996 in die Welterbeliste aufgenommen.

## Welterbestätten
Die folgende Tabelle listet die UNESCO-Welterbestätten in Belize in chronologischer Reihenfolge nach dem Jahr ihrer Aufnahme in die Welterbeliste (K – Kulturerbe, N – Naturerbe, K/N – gemischt, (G) – auf der Roten Liste des gefährdeten Welterbes).
| Bild             | Bezeichnung                                  | Jahr | Typ | Ref. | Beschreibung |
| ---------------- | -------------------------------------------- | ---- | --- | ---- | --- |
| (weitere Bilder) | Naturreservat Barriereriff von Belize (Lage) | 1996 | N   | 764  | Das Barriereriff von Belize ist das längste Barriereriff auf der Nordhalbkugel und veranschaulicht mit seinen geschützten Bestandteilen die Evolutionsgeschichte der Riff-Entwicklung. Außerdem ist es ein bedeutender Lebensraum für bedrohte Arten. Aufgrund von Korallenbleiche und zunehmender Abholzung von Mangroven stand die Stätte zwischen 2009 und 2018 auf der roten Liste des gefährdeten Welterbes. |

## Tentativliste
In der Tentativliste sind die Stätten eingetragen, die für eine Nominierung zur Aufnahme in die Welterbeliste vorgesehen sind.
Derzeit (2016) ist keine Stätte in der Tentativliste von Belize eingetragen.  Eine früher eingetragene Stätte wurde bereits in das Welterbe aufgenommen.